# Serothorax

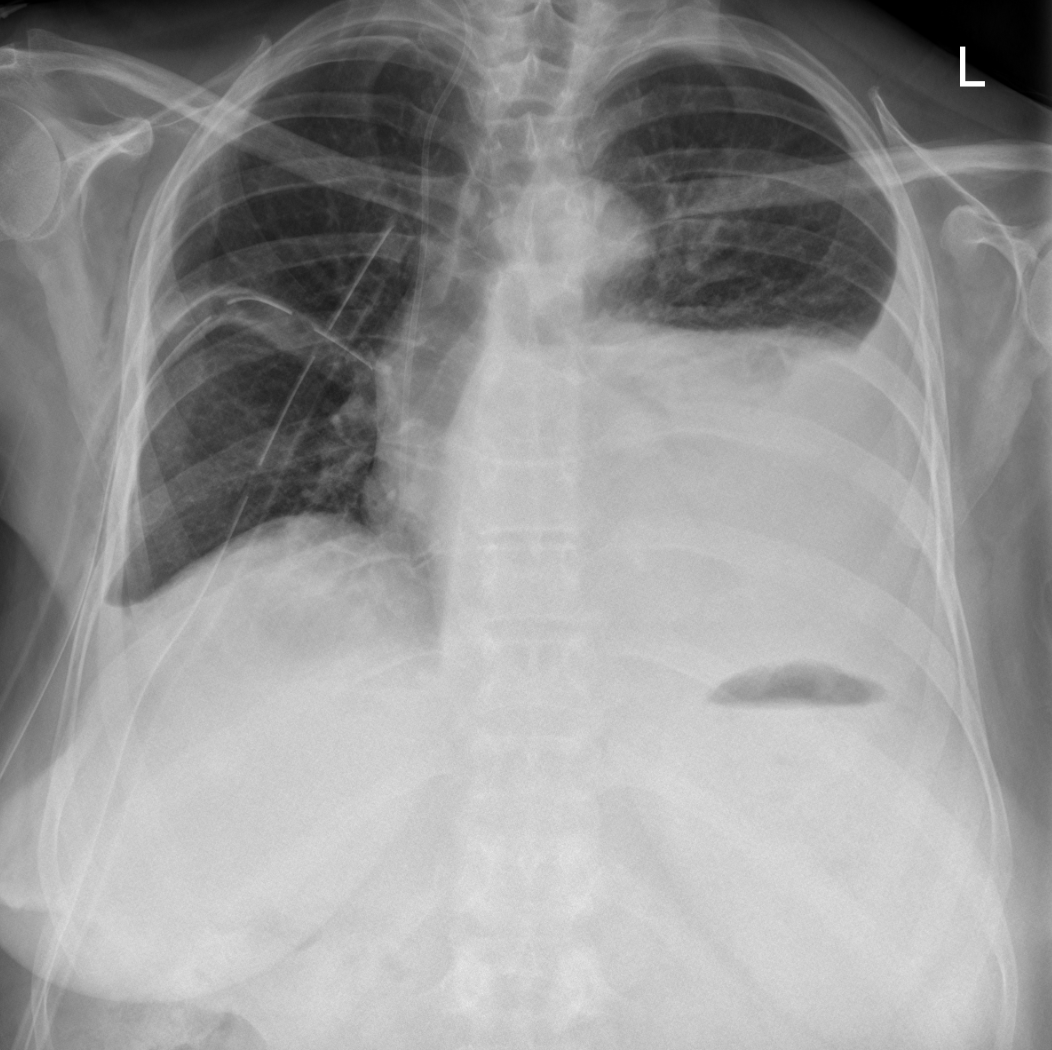
Pleuraerguss der linken Thoraxhälfte

Als Serothorax wird ein fibrin- und eiweißhaltiger Pleuraerguss, also eine Ansammlung seröser Flüssigkeiten im Pleuraspalt bezeichnet. Er tritt als Folge einer entzündlichen oder tumorösen Erkrankung des Brustfelles auf. Ist der Pleuraerguss eiweiß- und zellarm, so wird er als Hydrothorax (früher auch Brustwassersucht) bezeichnet. Der Hydrothorax tritt üblicherweise in Folge einer rechts- oder linksventrikulären Herzinsuffizienz, eines nephrotischen Syndroms oder (als hepatischer Hydrothorax) einer Leberzirrhose auf.

## Ursachen
Als Ursachen für einen Serothorax werden in der Literatur Herz-Kreislauf-Erkrankungen, Störungen des Bluteiweißhaushaltes wie Dysproteinämie und Hypoproteinämie, bösartige Brustfellerkrankungen, bei intrathorakalen Erkrankungen beziehungsweise abdominellen Erkrankungen entstehende Entzündungen (wie zum Beispiel Bauchspeicheldrüsenentzündung) und Rheuma genannt.

## Diagnose
Anzeichen eines Serothorax sind eine spürbare Dämpfung bei der Perkussion des Brustkorbes, ein nur geringes oder nicht wahrnehmbares Atemgeräusch sowie eine Verschattung des erkrankten Thoraxbereiches im Röntgenbild.

## Therapie
Der Pleuraerguss wird mittels Pleurapunktion behandelt. Die Punktion dient gegebenenfalls der Minderung von Druckerscheinungen im Thorax sowie der Feststellung der ursächlichen Krankheitserreger. Die den Serothorax verursachende Erkrankung ist abhängig ihrer Genese chirurgisch oder internistisch zu behandeln.